# Metaline
Metaline war ein britischer Hersteller von Automobilen.

## Unternehmensgeschichte
Howard Brooker, der zuvor Fahrzeuge von Caterham Cars verkaufte, gründete 1981 das Unternehmen in Ascot in der Grafschaft Berkshire. Er begann mit der Produktion von Automobilen und Kits. Die Markennamen lauteten Metaline und Brooker. Später zog er nach Wisbech in Cambridgeshire. 2006 endete die Produktion. Insgesamt entstanden mindestens 25 Exemplare.

## Fahrzeuge

### Markenname Metaline
Der Metaline 690 war die Nachbildung eines AC Cobra und nur als Bausatz erhältlich. Die Basis bildete ein Semi-Spaceframe-Fahrgestell. Darauf wurde eine einteilige Karosserie montiert. Sie bestand bei einigen Ausführungen komplett aus Aluminium, bei anderen aus Fiberglas und Carbonfiber. Die offene Karosserie bot Platz für zwei Personen. Verschiedene V8-Motoren trieben die Fahrzeuge an.
Im Herbst 1981 wurde der Bausatz für 1017,75 Pfund inklusive Mehrwertsteuer in der Zeitschrift Kitcars & Specials angeboten. Damit war es eine der ersten AC-Cobra-Nachbildungen aus britischer Produktion. Insgesamt entstanden etwa 25 Exemplare.

### Markenname Brooker
Der Brooker 690 war das gleiche Fahrzeug. Allerdings lieferte Metaline dieses Modell nur als Komplettfahrzeug.